# Zach Collins
Zach Collins (North Las Vegas, 19 novembre 1997) è un cestista statunitense, professionista in NBA con i Chicago Bulls.

## Carriera

### NBA
Al Draft NBA 2017 viene selezionato con la decima scelta assoluta  Sacramento Kings.

## Statistiche

### NCAA
| Anno      | Squadra          | PG | PT | MP   | TC%  | 3P%  | TL%  | RP  | AP  | PRP | SP  | PP   |
| --------- | ---------------- | -- | -- | ---- | ---- | ---- | ---- | --- | --- | --- | --- | ---- |
| 2016-2017 | Gonzaga Bulldogs | 39 | 0  | 17,2 | 65,2 | 47,6 | 74,3 | 5,9 | 0,4 | 0,5 | 1,8 | 10,0 |
| Carriera  | Carriera         | 39 | 0  | 17,2 | 65,2 | 47,6 | 74,3 | 5,9 | 0,4 | 0,5 | 1,8 | 10,0 |

#### Massimi in carriera
- Massimo di punti: 21 vs South Dakota (21 dicembre 2016)[2]
- Massimo di rimbalzi: 13 vs South Carolina (1º aprile 2017)
- Massimo di assist: 2 (4 volte)
- Massimo di palle rubate: 3 (2 volte)
- Massimo di stoppate: 6 vs South Carolina (1º aprile 2017)
- Massimo di minuti giocati: 23 vs South Carolina (1º aprile 2017)

### NBA

#### Regular Season
| Anno      | Squadra             | PG  | PT | MP   | TC%  | 3P%  | TL%  | RP  | AP  | PRP | SP  | PP   |
| --------- | ------------------- | --- | -- | ---- | ---- | ---- | ---- | --- | --- | --- | --- | ---- |
| 2017-2018 | Portland T. Blazers | 66  | 1  | 15,8 | 39,8 | 31,0 | 64,3 | 3,3 | 0,8 | 0,3 | 0,5 | 4,4  |
| 2018-2019 | Portland T. Blazers | 77  | 0  | 17,6 | 47,3 | 33,1 | 74,6 | 4,2 | 0,9 | 0,3 | 0,9 | 6,6  |
| 2019-2020 | Portland T. Blazers | 11  | 11 | 26,4 | 47,1 | 36,8 | 75,0 | 6,3 | 1,5 | 0,5 | 0,5 | 7,0  |
| 2021-2022 | San Antonio Spurs   | 28  | 4  | 17,9 | 49,0 | 34,1 | 80,0 | 5,5 | 2,2 | 0,5 | 0,8 | 7,8  |
| 2022-2023 | San Antonio Spurs   | 63  | 26 | 22,9 | 51,8 | 37,4 | 76,1 | 6,4 | 2,9 | 0,6 | 0,8 | 11,6 |
| 2023-2024 | San Antonio Spurs   | 69  | 29 | 22,1 | 48,4 | 32,0 | 75,3 | 5,4 | 2,8 | 0,5 | 0,8 | 11,2 |
| 2024-2025 | San Antonio Spurs   | 36  | 4  | 11,8 | 46,2 | 30,4 | 88,6 | 2,8 | 1,4 | 0,4 | 0,4 | 4,6  |
| 2024-2025 | Chicago Bulls       | 28  | 8  | 19,7 | 54,1 | 30,0 | 88,4 | 6,7 | 2,1 | 0,5 | 0,5 | 8,6  |
| Carriera  | Carriera            | 378 | 83 | 18,9 | 48,2 | 33,1 | 76,7 | 4,8 | 1,8 | 0,4 | 0,7 | 8,0  |

#### Play-off
| Anno     | Squadra             | PG | PT | MP   | TC%  | 3P%  | TL%  | RP  | AP  | PRP | SP  | PP  |
| -------- | ------------------- | -- | -- | ---- | ---- | ---- | ---- | --- | --- | --- | --- | --- |
| 2018     | Portland T. Blazers | 4  | 0  | 17,5 | 36,7 | 21,4 | 75,0 | 3,0 | 1,5 | 0,8 | 0,5 | 7,0 |
| 2019     | Portland T. Blazers | 16 | 0  | 17,2 | 50,6 | 33,3 | 80,0 | 3,6 | 0,9 | 0,4 | 1,4 | 6,8 |
| Carriera | Carriera            | 20 | 0  | 17,3 | 46,8 | 28,6 | 79,3 | 3,5 | 1,0 | 0,5 | 1,2 | 6,9 |

#### Massimi in carriera
- Massimo di punti: 29 vs Detroit Pistons (10 febbraio 2023)[3]
- Massimo di rimbalzi: 13 vs Portland Trail Blazers (3 aprile 2022)
- Massimo di assist: 6 vs Cleveland Cavaliers (13 febbraio 2023)
- Massimo di palle rubate: 3 (6 volte)
- Massimo di stoppate: 6 vs Los Angeles Lakers (18 ottobre 2018)
- Massimo di minuti giocati: 37 vs Memphis Grizzlies (31 luglio 2020)

### G League
| Anno      | Squadra      | PG | PT | MP   | TC%  | 3P%  | TL%  | RP  | AP  | PRP | SP  | PP   |
| --------- | ------------ | -- | -- | ---- | ---- | ---- | ---- | --- | --- | --- | --- | ---- |
| 2021-2022 | Austin Spurs | 4  | 4  | 25,7 | 54,0 | 30,8 | 40,0 | 8,3 | 2,3 | 0,3 | 1,8 | 15,3 |
| Carriera  | Carriera     | 4  | 4  | 25,7 | 54,0 | 30,8 | 40,0 | 8,3 | 2,3 | 0,3 | 1,8 | 15,3 |

## Palmarès
- McDonald's All-American Game (2016)